# L'Italiano (rivista mensile)
L'Italiano fu una rivista politica e culturale, fondata nel 1959 a Roma da Pino Romualdi. 

## Storia
La rivista espresse le posizioni della corrente facente capo a Pino Romualdi all'interno del Movimento Sociale Italiano.
Iniziò le pubblicazioni poco dopo la chiusura del quotidiano Il Popolo italiano, che era stato diretto dallo stesso Romualdi dal 4 dicembre 1956 al 19 dicembre 1957.
La storia della rivista può essere divisa in due periodi: 1) dal febbraio 1959 al novembre 1969; 2) dal dicembre 1969 alla chiusura.

### Primo periodo
Per i primi tre anni, mantiene il formato in ottavo e la cadenza mensile, salvo sporadici numeri doppi; la carica di direttore responsabile è assunta da Giorgio Torchia. Tra i principali collaboratori figurano Giano Accame, Guido Giannettini, Daniele Gaudenzi, Franco Petronio e il figlio del direttore, Adriano Romualdi.
La rivista ospita approfondimenti di tipo storico, economico, culturale e mostra grande attenzione verso la politica internazionale, oltre ad approfondimenti su costume e società, recensioni di cinema, letteratura, teatro. 
Nel 1964 le pubblicazioni vengono sospese, per riprendere (con formato via via più ridotto) nel maggio 1967. 

### Secondo periodo
Alla fine del 1969 la rivista “rinasce”: torna alla periodicità mensile e all’originario formato in ottavo; aumentano considerevolmente il numero delle pagine, delle rubriche e dei collaboratori (specialmente giovani, poi diventati nomi noti del giornalismo e più in generale della "cultura di destra"), tra cui Gianfranco de Turris, Marco Tarchi, Stenio Solinas, Renato del Ponte, Michele Rallo, Francesco Perfetti, Maurizio Cabona, Gennaro Malgieri, oltre al già citato Adriano Romualdi e tanti altri.

## Le Edizioni de L'Italiano
«L'Italiano» pubblica anche alcuni libri. Con il nome «Edizioni de L'Italiano» escono Morodemocrazia e comunismo (1965) e Caro lettore di Pino Romualdi (1989), Discorso ai sordi di Filippo Anfuso (1963), Il fascismo come fenomeno europeo (1977) e Correnti politiche e ideologiche della destra tedesca 1918-1932 di Adriano Romualdi (1981).

## Direttore
- Pino Romualdi (febbraio 1959 - aprile 1984)

## Collaboratori
- Adriano Romualdi
- Giano Accame
- Fausto Belfiori
- Franco Petronio
- Mauriche Bardèche
- Carlo De Risio
- Giuseppe Pensabene
- Guido Giannettini
- Attilio Mordini
- Franco Pintore
- Claudio Finzi
- Pino Rauti
- Alfredo Cattabiani
- Daniele Gaudenzi
- Michele Rallo
- Gianfranco de Turris
- Renato del Ponte
- Francesco Perfetti
- Stenio Solinas
- Maurizio Cabona
- Riccardo Pedrizzi
- Gabriella Chioma
- Giuseppe Del Ninno
- Marco Tarchi
- Carlo Sburlati
- Carlo Terracciano
- Armando Plebe
- Gennaro Malgieri
- Mario Bernardi Guardi